# David Olney
David Olney (ur. 23 marca 1948 w Providence, zm. 18 stycznia 2020 w Santa Rosa Beach) – amerykański muzyk folkowy, początkowo związany z zespołami Simpson i The X-Rays, a później artysta solowy, oraz poeta, autor sonetów. Miał zawał serca podczas występu zmarł na scenie.